# ناثان إس. غريني
ناثان إس. غريني (بالإنجليزية: Nathan S. Greene)‏ هو شخصية أعمال وسياسي أمريكي، ولد في 21 يناير 1810، وتوفي في 4 أكتوبر 1900. حزبياً، نشط في الحزب الجمهوري. وقد انتخب عضو جمعية ولاية ويسكونسن.